# Les Girls
Les Girls (Brasil: Les Girls / Portugal: As Girls) é um filme norte-americano de 1957, do gênero comédia musical, dirigido por George Cukor e estrelado por Gene Kelly e Mitzi Gaynor.